# Lentigny
Lentigny is een gemeente in het Franse departement Loire (regio Auvergne-Rhône-Alpes). De plaats maakt deel uit van het arrondissement Roanne. Lentigny telde op 1 januari 2022 1.794 inwoners.

## Geografie
De oppervlakte van Lentigny bedroeg op 1 januari 2022 11,3 vierkante kilometer; de bevolkingsdichtheid was toen 158,8 inwoners per km².

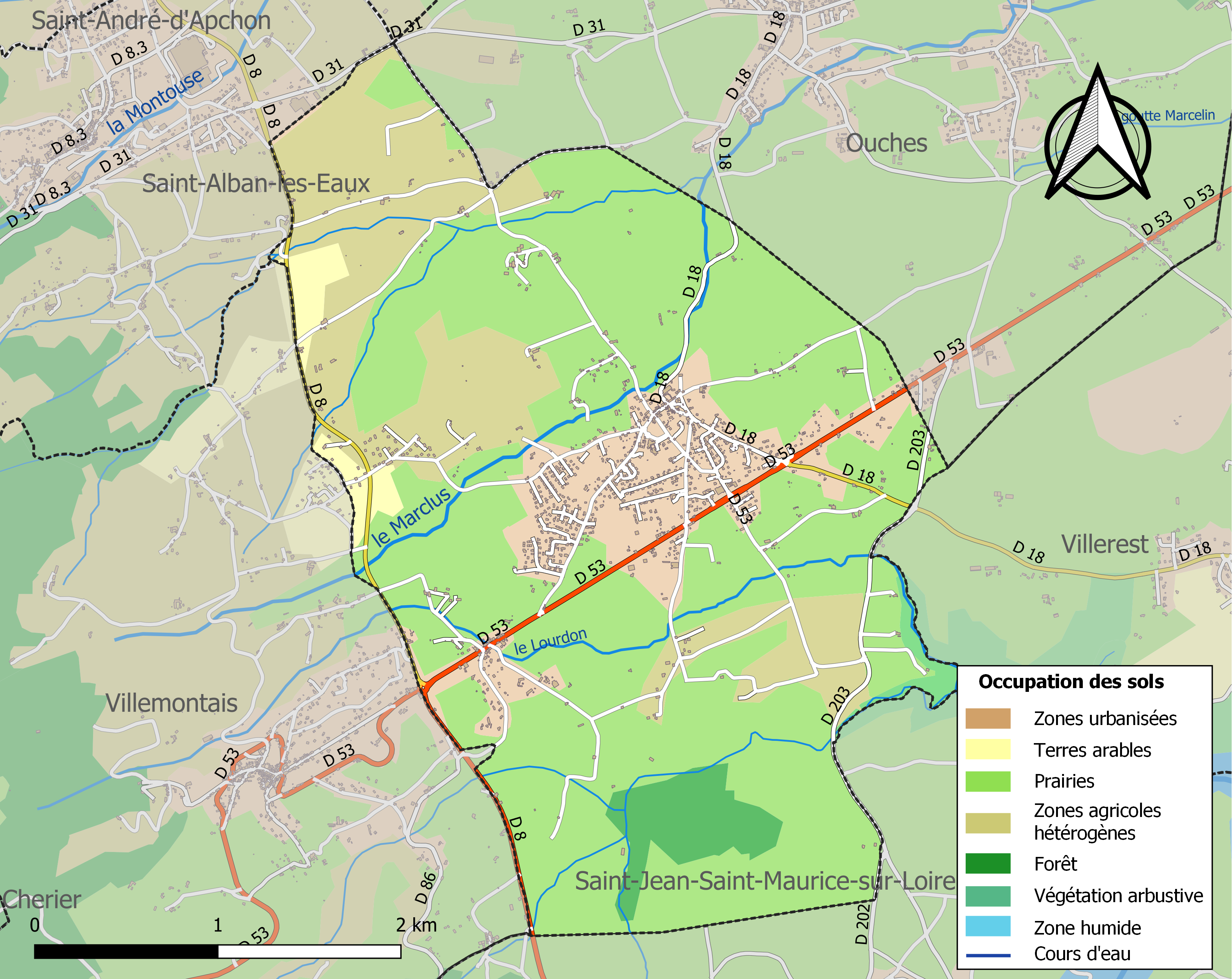
Kaart van de gemeente met de belangrijkste infrastructuur, bodemgebruik en omliggende gemeenten

## Demografie
Onderstaande figuur toont het verloop van het inwonertal (bron: INSEE-tellingen).